# 建光 (漢)
建光（けんこう）は、後漢の安帝劉祜の治世に行われた4番目の元号。
121年 - 122年。

## 出来事
- 元年3月：太后の鄧綏崩御。安帝の親政が開始。
- 元年7月：永寧2年を建光元年と改元。
- 元年9月：許慎の『説文解字』を子の許沖が病父に代わり献上。
- 2年は3月：延光と改元。

## 西暦・干支との対照表
| 建光 | 元年  | 2年   |
| 西暦 | 121年 | 122年 |
| 干支 | 辛酉  | 壬戌  |